# Hugo Sánchez Guerrero
Hugo Sánchez Guerrero (* 8. Mai 1981 in Monterrey, Nuevo León) ist ein mexikanischer Fußballspieler auf der Position des Verteidigers.

## Leben

### Verein
Sánchez begann seine Karriere als Profifußballspieler bei seinem „Heimatverein“ UANL Tigres, bei dem er zunächst zwischen 2000 und Ende 2006 sowie später noch einmal zwischen Anfang 2008 und Mitte 2009 unter Vertrag stand. Dazwischen spielte er während des kompletten Kalenderjahres 2007 für Monarcas Morelia. Seit 2009 steht er bei Jaguares de Chiapas in der Primera División unter Vertrag, ist jedoch für seit Juli 2011 für zwei Jahre an den Zweitligisten UAT Correcaminos ausgeliehen, mit dem er die Apertura 2011 gewann. 
Sein Debüt in der mexikanischen Primera División bestritt Sánchez bei einem sechzigminütigen Einsatz in einem am 2. September 2000 ausgetragenen Clásico Regiomontano, den der Erzrivale CF Monterrey mit 1:0 zu seinen Gunsten entschied. Es blieb sein einziger Einsatz im Torneo Invierno 2000, der Hinrunde der Saison 2000/01. In der Rückrunde derselben Saison, dem Torneo Verano 2001, kam Sánchez zwar zu insgesamt sieben Einsätzen, die jedoch von so kurzer Dauer waren, dass er auch in dieser Runde insgesamt nur eine Stunde spielte. Sein längster Einsatz in diesem Zeitraum fand am 14. Februar 2001 bei der 1:4-Niederlage beim CD Irapuato statt, als Sánchez in der 64. Minute eingewechselt wurde und fünf Minuten später sein erstes Tor (zum zwischenzeitlichen 1:3) in der höchsten mexikanischen Spielklasse erzielte. Seinen ersten Einsatz über die volle Distanz von neunzig Minuten absolvierte er am 6. Oktober 2001 beim 4:0-Auswärtssieg gegen Necaxa.

### Nationalmannschaft
Zwischen dem 15. Oktober 2003 (0:2 gegen Uruguay) und dem 14. Dezember 2005 (2:0 gegen Ungarn) absolvierte Sánchez Guerrero insgesamt zwölf Länderspieleinsätze für die mexikanische Nationalmannschaft. Er gehörte auch zum Kader beim in Deutschland ausgetragenen FIFA-Konföderationen-Pokal 2005, wo er allerdings nicht eingesetzt wurde. Außerdem war er im Kader der mexikanischen Olympiaauswahl 2004, wo er ebenfalls ohne Einsatz blieb.

## Erfolge
- Meister der zweiten Liga Mexikos: Apertura 2011